# Quan hệ Thương mại Bình thường Vĩnh viễn
PNTR là chữ viết tắt tiếng Anh của từ Quy chế Quan hệ Thương mại Bình thường Vĩnh viễn (Permanent Normal Trade Relations). Quy chế Quan hệ Thương mại Bình thường (NTR) mà Hoa Kỳ sử dụng chính là Quy chế Tối huệ quốc mà Tổ chức Thương mại Thế giới (WTO) và nhiều nước trên thế giới hiện vẫn còn sử dụng. Sự chuyển tên này ở Hoa Kỳ diễn ra vào năm 1998, thời điểm mà có rất nhiều quốc gia có quy chế này.
Quy chế NTR không có nghĩa là thương mại không giới hạn, vì quy chế này chỉ áp dụng cho thuế quan, và nhiều hàng rào phi quan thuế mang tính giới hạn cao khác. Các quốc gia như Libya, Iran, Iraq, Syria, Sudan và một số nước khác bị cấm vận hoặc gặp khó khăn trong quan hệ với Hoa Kỳ nhưng về mặt pháp lý vẫn không bị mất quy chế NTR.
Vào năm 1948, Hoa Kỳ tham gia Hiệp định Chung về Thuế quan và Thương mại (GATT) – tổ chức tiền thân của WTO. Tại thời điểm đó, Hoa Kỳ đồng ý trao Quy chế Tối huệ quốc (MFN) cho tất cả các quốc gia thành viên khác. Quy chế này cũng được trao cho một số quốc gia không phải là thành viên của GATT. Năm 1951, Quốc hội Hoa Kỳ yêu cầu Tổng thống Harry Truman thu hồi lại quy chế MFN đã được trao cho Liên bang Xô Viết cũ và các nước xã hội chủ nghĩa khác. Trong suốt thời kỳ Chiến tranh lạnh, hầu hết các nước xã hội chủ nghĩa phải đứng trước hai lựa chọn: hoặc là không được trao MFN hoặc là phải đáp ứng một số điều kiện nhất định để được trao quy chế này.
Tính tới tháng 5-1997, Afghanistan, Cuba, Lào, CHDCND Triều Tiên, Việt Nam, Serbia và Montenegro là những nước nằm ngoài danh sách NTR/MFN. Năm 2001, Việt Nam được trao NTR nhưng trên cơ sở xem xét theo từng năm.
Ngày 9-12-2006, theo giờ Việt Nam, Dự luật về PNTR với Việt Nam đã vượt qua hai "cửa ải" lớn sau khi lần lượt được Hạ viện và Thượng viện Mỹ bỏ phiếu thông qua, và chỉ còn chờ Tổng thống Mỹ George W. Bush - người vốn được biết có quan điểm ủng hộ PNTR với Việt Nam - ký phê duyệt.
Các nước muốn có PNTR phải đáp ứng được hai yêu cầu cơ bản sau:
- Tuân thủ theo các điều khoản Jackson-Vanik của Bộ Luật Thương mại năm 1974. Các điều khoản này quy định Tổng thống Hoa Kỳ phải khẳng định một quốc gia không từ chối hoặc cản trở quyền hoặc cơ hội di cư của công dân nước mình;
- Đã ký kết hiệp định thương mại song phương với Hoa Kỳ. Điều khoản Jackson-Vanik cho phép Tổng thống hàng năm ra quyết định ngưng áp dụng điều khoản Jackson-Vanik để cho phép cấp NTR.
Trong nhiều năm, Trung Quốc là quốc gia có vai trò quan trọng nhất trong nhóm các nước hàng năm phải yêu cầu ngưng áp dụng điều khoản Jackson-Vanik để duy trì NTR. Việc ngưng áp dụng điều khoản Jackson-Vanik đối với Trung Quốc bắt đầu có hiệu lực từ năm 1980. Từ năm 1989 đến năm 1999, hàng năm đều có văn bản pháp luật được đưa ra thảo luận tại Quốc hội Hoa Kỳ nhằm phủ quyết quyết định ngưng áp dụng điều khoản Jackson-Vanik của Tổng thống. Song tất cả các văn bản như vậy đều không được thông qua.
Yêu cầu ngưng áp dụng hàng năm như vậy là không phù hợp với các quy định của WTO và vì khi đó Trung Quốc sắp gia nhập WTO, nên Quốc hội Hoa Kỳ cần phải trao PNTR cho Trung Quốc. Và điều này xảy ra vào cuối năm 1999, mở đường cho Trung Quốc gia nhập WTO ngay năm sau đó.